# Pfarrhaus (Magnetsried)

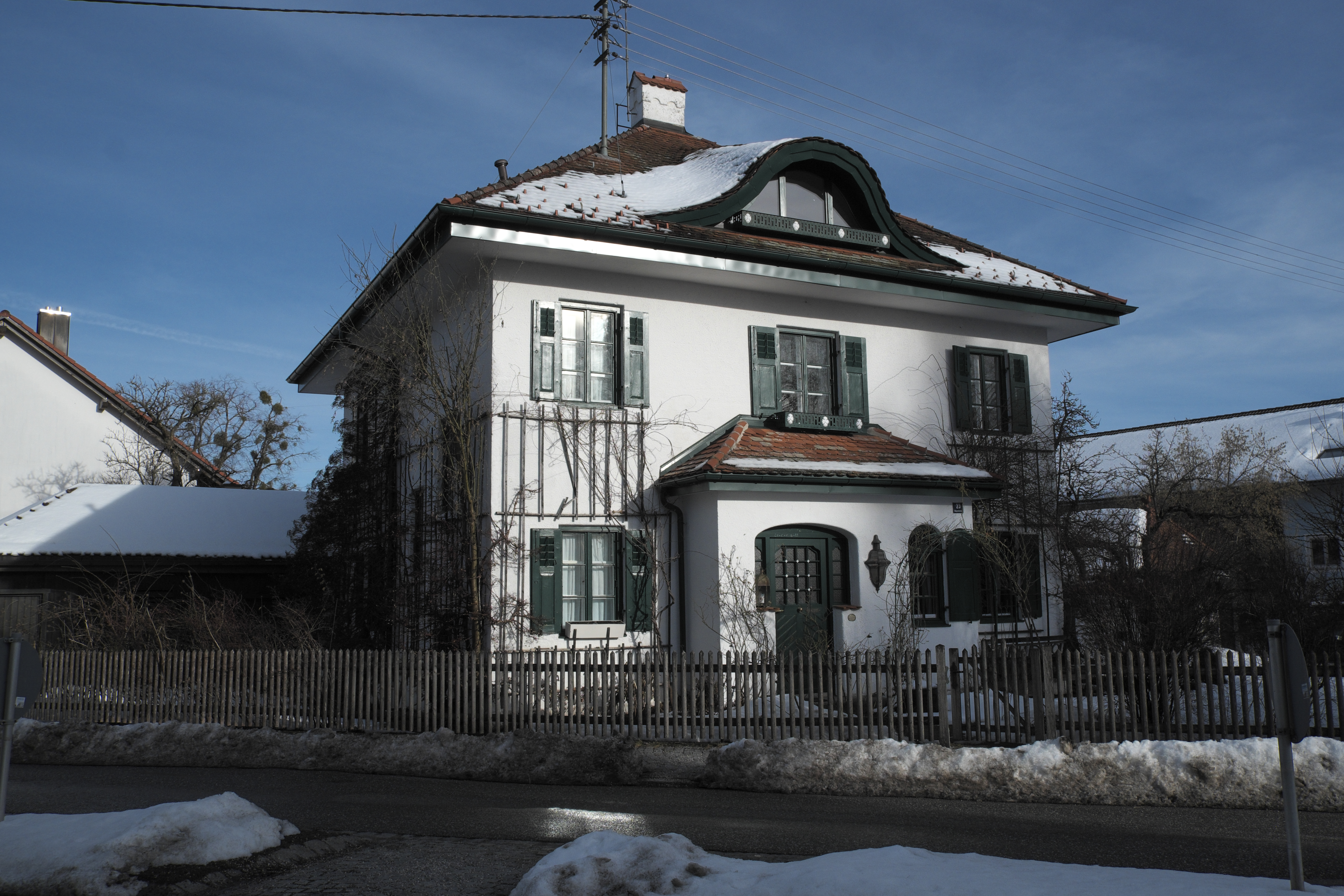
Ehemaliges Pfarrhaus in Magnetsried

Das katholische Pfarrhaus in Magnetsried, einem  Gemeindeteil von Seeshaupt im oberbayerischen Landkreis Weilheim-Schongau, wurde 1908/09 mit Jugendstilelementen errichtet. Das ehemalige Pfarrhaus mit der Adresse Magnetsried 23 ist ein geschütztes Baudenkmal.
Der zweigeschossige verputzte Quaderbau mit weit überstehendem Zeltdach und kleinem Vorbau als Eingangsbereich im Westen wurde nach Plänen des Architekten Xaver Knittl aus Tutzing errichtet. Die große Fledermausgaube wurde später hinzugefügt.